# Чарльз Джозеф Пейс
Чарльз Джозеф Пейс (англ. Charles Joseph Peace; 14 травня 1832 — 25 лютого 1879) — великобританський грабіжник і вбивця з міста Шеффілда, факти з життя якого були використані для створення багатьох романів і фільмів.

## Злочинна біографія
Чарльза Пейса називають одним з найзнаменитіших злодіїв в історії: як мінімум два письменники зі світовим ім'ям, Артур Конан Дойл і Марк Твен, згадують його у своїх розповідях. В кінці 70-х років XIX століття Пейс був легендою лондонського злочинного світу. Вдень він вів життя заможного джентльмена, який віртуозно грав на скрипці а на дозвіллі винаходив всякі корисні штуки, на кшталт щітки особливої модифікації для миття паровозів або пожежного шолома з захистом від диму. Містер Пейс проживав у фешенебельній садибі з «дружиною» (яка насправді була його коханкою) і знімав сусідній будинок для «родички з дитиною» (його законної дружини). Уночі Пейс грабував будинки в південному Лондоні, причому славився особливою жорстокістю: одного разу він убив поліцейського, який намагався його зупинити, а іншого разу стусаном ноги убив бульдога, який застав грабіжника на місці злочину. Злам замків Пейс здійснював віртуозно. Для цього злодій мав особливий набір відмичок, який носив у скрипковому футлярі. Втім злочинна діяльність Чарлі була недовгою. Через два роки після того, як він осів у Лондоні (Пейс приїхав до столиці з Шеффілда, де у нього була не менш бурхлива злочинна біографія), злодій був спійманий звичайним полісменом, який проходив повз і помітив підозрілу постать у вікні. Він стріляв у полісмена разів п'ять, але зумів тільки несерйозно поранити його. У поліцейському відділку Пейс назвався вигаданим ім'ям. Йому загрожувало всього кілька років в'язниці за крадіжку без жертв, проте його коханка здала його поліції за нагороду в 100 фунтів. Чарльзу Пейсу пригадали всі його справи, враховуючи вбивство чоловіка ще однієї коханки у Шеффілді. Коли Пейса везли з Лондона у Шеффілд для очної ставки, він зумів відкрити вікно у вагоні поїзда і вистрибнути з нього прямо на ходу. Його підібрали в непритомному стані, вилікували і таки засудили за всіма статтями.
25 лютого 1879 року Чарльз Джозеф Пейс був страчений через повішення.